# 葉枝見村
葉枝見村（はえみむら）は、滋賀県愛知郡にあった村。現在の彦根市の南西端、愛知川の河口右岸にあたる。村名は、かつての稲葉荘と日枝荘と栗見荘に跨ることから。

## 地理
- 河川：愛知川

## 歴史
- 1889年（明治22年）4月1日 - 町村制の施行により、神崎郡服部村・上稲葉村・下稲葉村・本庄村・田附村・新海村・三ツ谷村・普光寺村の区域をもって神崎郡葉枝見村が発足。
- 1897年（明治30年）4月1日 - 所属郡が愛知郡に変更。
- 1955年（昭和30年）1月1日 - 稲枝村・稲村と合併して稲枝町が発足。同日葉枝見村廃止。

## 交通

### 鉄道路線
村域を日本国有鉄道の東海道本線が通過したが、駅は所在しなかった。稲枝駅が至近に所在。